# بيلي فيرا
بيلي فيرا (بالإنجليزية: Billy Vera)‏ (و. 1944 – م) هو مغني، وممثل، من الولايات المتحدة الأمريكية، ولد في ريفرسايد.

## وصلات خارجية
- بيلي فيرا على موقع IMDb (الإنجليزية)
- بيلي فيرا على موقع ألو سيني (الفرنسية)
- بيلي فيرا على موقع ميوزك برينز (الإنجليزية)
- بيلي فيرا على موقع ميوزك برينز (الإنجليزية)
- بيلي فيرا على موقع أول موفي (الإنجليزية)
- بيلي فيرا على موقع قاعدة بيانات الأفلام السويدية (السويدية)
- بيلي فيرا على موقع أول ميوزيك (الإنجليزية)
- بيلي فيرا على موقع ديسكوغز (الإنجليزية)
- بيلي فيرا على موقع ديسكوغز (الإنجليزية)
- بيلي فيرا على موقع قاعدة بيانات الفيلم (الإنجليزية)